# 虐龍屬
虐龍屬（屬名：Bistahieversor）又稱“比斯提毀滅龍”，是暴龍科恐龍的一屬，生存於白堊紀晚期的北美洲，約7450萬年前。化石過去曾被歸類於後彎齒龍、艾伯塔龍，在2010年被建立為新屬。

## 發現歷史與命名

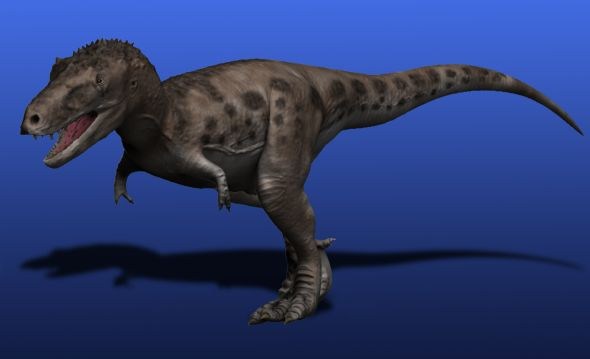
虐龍的想像圖

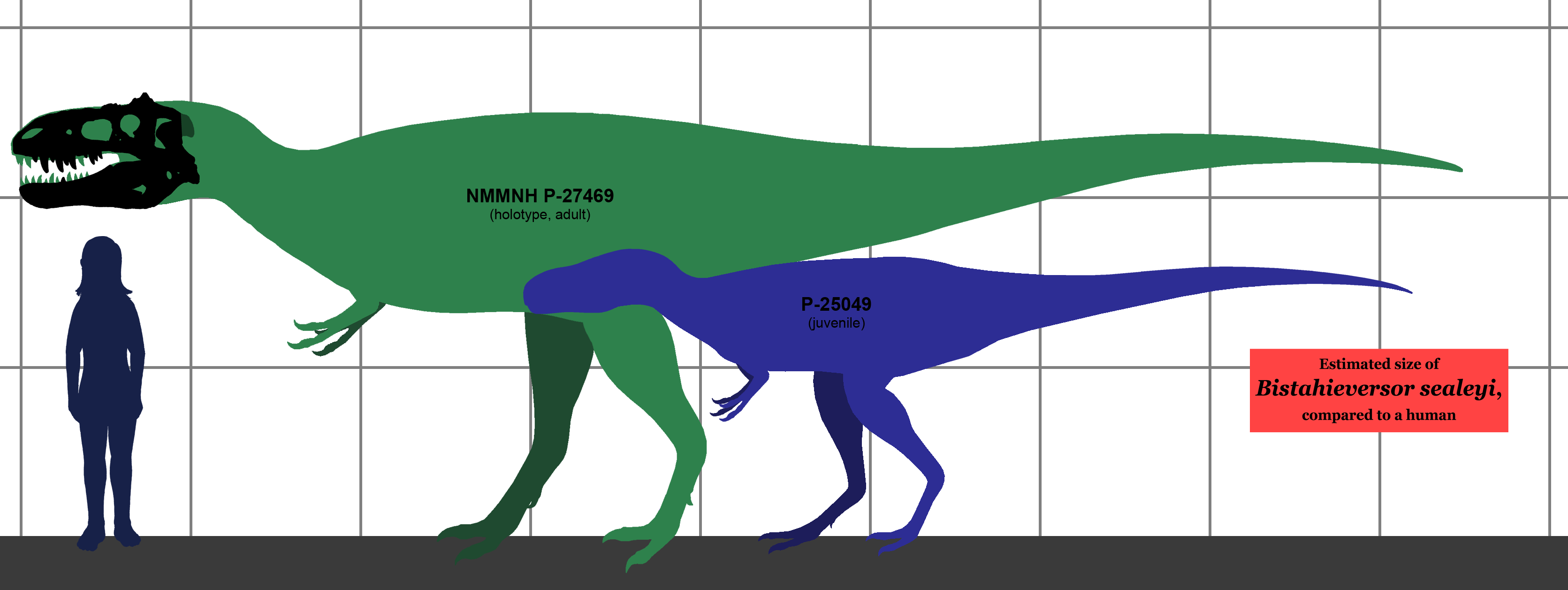
虐龍與人類的體型比較圖

在1990年，新墨西哥州發現一個部分頭顱骨與骨骼，當時被歸類於後彎齒龍。在1992年，新墨西哥州發現另一個不完整的頭顱骨、身體骨骼，來自於一個未成年個體。在1998年，美國土地管理局的新墨西哥州土地內，發現一個完整頭顱骨與部分骨骼，一度被認為屬於艾伯塔龍亞科、或是屬於艾伯塔龍的未研究標本。
在2000年，古生物學家湯瑪斯·卡爾（Thomas Carr）、湯瑪斯·威廉森（Thomas Williamson）等人研究這些新墨西哥州標本，認為牠們不屬於後彎齒龍，而可能是懼龍的新種。在2010年，卡爾、威廉森等人再度研究這些化石，發現牠們不屬於後彎齒龍、艾伯塔龍，應該是暴龍超科的新屬，因此建立為新屬，模式種是希氏虐龍（Bistahieversor sealeyi）。虐龍的屬名意為「Bistahí的破壞者」，Bistahí來自於納瓦霍語，意指化石的發現地點，eversor在拉丁文意為破壞者；種名則是以新墨西哥州自然歷史博物館的工作人員Paul Sealey為名。一度被歸類於艾伯塔龍的化石，成為正模標本（編號NMMNH P-27469）。其他化石則被標名為副模標本。

## 敘述
虐龍的化石發現於美國新墨西哥州的科特蘭組（Kirtland Formation）地層，目前已發現兩個化石，分別屬於成年個體、未成年個體。成年個體的體型估計達8至9公尺長，重2.5至3.3噸，是暴龍超科中最大的非暴龍科成員。虐龍的口鼻部上下側高，顯示這並非暴龍等進階型暴龍類才有的特徵。虐龍具有64顆牙齒。頭顱骨的眼睛上方有額外洞孔，被推測是容納氣囊處、減輕頭部重量。下頜邊有稜脊。根據虐龍的頭部關節，牠們的頭部作出動作時，可避免關節脫落。